# Ахиджак, Руслан Байзетович
Русла́н Байзе́тович Ахиджа́к (род. 8 марта 1975, Томск) — российский футболист, полузащитник (ранее — нападающий). Известен по выступлениям за томскую «Томь», в составе которой он провёл 175 матчей, забив 51 мяч, что является пятым показателем за всю историю клуба.

## Карьера

### Клубная
Воспитанник томской детско-юношеской спортивной школы «Локомотив», откуда перебрался в юношескую команду «Торпедо» (тренеры — Байзет Ахиджак и Пётр Константинович Кобзарь). Профессиональную карьеру игрока начал в 1992 году в местной команде первой лиги «Томь». Перед началом сезона 1995 года пополнил ряды «Зари» Ленинск-Кузнецкий, но не проведя ни одного матча, вернулся в Томск, где выступал до 2000 года. Всего за семь с половиной лет провёл 175 матчей, забив 51 гол, что является одним из лучших показателей в истории томской команды.
Далее играл в командах второй лиги «Торпедо-Виктория» Нижний Новгород, бронницком «Фабусе», а также в команде первой лиги «Спартак» Нальчик. В 2003 году провёл три встречи в составе клуба казахской высшей лиги «Жетысу» Талдыкорган, забив один гол. После чего неоднократно пробовал закрепиться в командах низших лиг российского футбола. Завершил карьеру игрока в клубе любительской футбольной лиги «Томск».
В составе сборной ветеранов в декабре 2013 года стал победителем межрегионального турнира памяти ветеранов томского футбола. В финале томичи со счётом 4:0 одолели команду Новосибирска, Ахиджак забил гол. 1 июня 2014 года отметился хет-триком в составе команды ветеранов. Соперниками томичей были ветераны московского «Спартака». Матч завершился с ничейным результатом 5:5.

### Тренерская
В период с 19 ноября по 2 декабря 2007 года прошёл обучение в Северо-Западном региональном центре по подготовке и лицензированию футбольных тренеров, получил категорию «C». Стал работать тренером по физподготовке в томском теннисном клубе «Чемпион».

## Достижения
- Лучший бомбардир ФК «Томь» (Томск) (3): 1994, 1995, 1996.

## Личная жизнь
Женат. Дочь Руслана занимается настольным теннисом.

## Статистика выступлений
| Команда | Сезон            | Чемпионат        | Чемпионат | Чемпионат | Кубок | Кубок | Итого | Итого |
| Команда | Сезон            | Уров.            | Игры      | Голы      | Игры  | Голы  | Игры  | Голы  |
| --- | ---------------- | ---------------- | --------- | --------- | ----- | ----- | ----- | ----- |
| Томь (Томск) | 1992             | II               | 1         | 0         | 0     | 0     | 1     | 0     |
| Томь (Томск) | 1993             | II               | 15        | 0         | 1     | 0     | 16    | 0     |
| Томь (Томск) | 1994             | III              | 21        | 18        | 1     | 0     | 22    | 18    |
| Томь (Томск) | Итого            | Итого            | 37        | 18        | 2     | 0     | 39    | 18    |
| Заря (Ленинск-Кузнецкий)                                                                                         | 1995             | II               | 0         | 0         | 0     | 0     | 0     | 0     |
| Томь (Томск) | 1995             | III              | 30        | 13        | 1     | 0     | 31    | 13    |
| Томь (Томск) | 1996             | III              | 30        | 9/-1      | 4     | 0     | 34    | 9/-1  |
| Томь (Томск) | 1997             | III              | 22        | 6         | 2     | 1     | 24    | 7     |
| Томь (Томск) | 1998             | II               | 25        | 2         | 3     | 0     | 28    | 2     |
| Томь (Томск) | 1999             | II               | 18        | 2         | 1     | 0     | 19    | 2     |
| Томь (Томск) | Итого            | Итого            | 125       | 32/-1     | 11    | 1     | 136   | 33/-1 |
| Торпедо-Виктория (Нижний Новгород)                                                                               | 2000             | III              | 6         | 1         | 0     | 0     | 6     | 1     |
| Фабус (Бронницы)                                                                                                 | 2000             | III              | 16        | 0         | 0     | 0     | 16    | 0     |
| Спартак (Нальчик)                                                                                                | 2001             | II               | 0         | 0         | 0     | 0     | 0     | 0     |
| Спартак-2 (Нальчик)                                                                                              | 2001             | IV               | 2         | 0         | 0     | 0     | 2     | 0     |
| в 2002 году не выступал на профессиональном уровне                                                               |                  |                  |           |           |       |       |       |       |
| Жетысу (Талдыкорган)                                                                                             | 2003             | I                | 3         | 1         | 0     | 0     | 3     | 1     |
| Металлург (Красноярск)                                                                                           | 2003             | III              | 8         | 0         | 0     | 0     | 8     | 0     |
| в период с 2003 по 2006 год выступал в составе клуба ЛФЛ «Восток», статистические данные по которому отсутствуют |                  |                  |           |           |       |       |       |       |
| Чкаловец (Новосибирск)                                                                                           | 2006             | III              | 31        | 2         | 1     | 0     | 32    | 2     |
| Торпедо (Миасс)                                                                                                  | 2007             | IV               | 3         | 1         | 0     | 0     | 3     | 1     |
| Янтарь (Северск)                                                                                                 | 2007             | IV               | 9         | 2         | 0     | 0     | 9     | 2     |
| Янтарь (Северск)                                                                                                 | 2008             | IV               | 4         | 0         | 0     | 0     | 4     | 0     |
| Янтарь (Северск)                                                                                                 | Итого            | Итого            | 13        | 2         | 0     | 0     | 13    | 2     |
| Всего за карьеру                                                                                                 | Всего за карьеру | Всего за карьеру | 244       | 57/-1     | 14    | 1     | 258   | 58/-1 |

Источники:
- Статистика выступлений взята со спортивного медиа-портала FootballFacts.ru Архивная копия от 6 октября 2014 на Wayback Machine